# Astata costae
Astata costae é uma espécie de insetos himenópteros, mais especificamente de vespas pertencente à família Crabronidae.
A autoridade científica da espécie é A. Costa, tendo sido descrita no ano de 1867.
Trata-se de uma espécie presente no território português.